# 单室茱萸
单室茱萸（学名：Mastixia pentandra ssp. cambodiana）为山茱萸科单室茱萸属下的一个亚种。

## 扩展阅读
- 維基物種上的相關：单室茱萸